# جوکیچی اونو
جوکیچی اونو (به ژاپنی: 宇野重吉 Uno Jūkichi);(۲۷ سپتامبر ۱۹۱۴ – ۹ ژانویهٔ ۱۹۸۸) هنرپیشه اهل ژاپن بود. وی بین سال‌های ۱۹۳۲ تا ۱۹۸۸ میلادی فعالیت می‌کرد.
از فیلم‌ها یا برنامه‌های تلویزیونی که وی در آن نقش داشته‌است می‌توان به اونی بابا، زندگی اوهارو، بهارهای آکیتسو، نامه عاشقانه، گرگ اشاره کرد.